# 疏勒駅
疏勒駅（そろくえき、中国語: 疏勒站）は、中華人民共和国新疆ウイグル自治区 カシュガル地区疏勒県にある喀和線の駅で、2011年6月20日に営業を開始し 、ウルムチ鉄道局の管轄である。 

## 歴史
- 2010年に建設された。

## 隣の駅
中国国鉄
喀和線
カシュガル駅 - 疏勒駅 - アクト駅

## 参考資料
1. ↑  中华人民共和国铁道部 (2011). “铁运电〔2011〕83号 关于喀和线开办客货运输试运营有关事项的通知”. 铁路客货运输专刊 (北京: 中国铁道出版社) (3):  37-40.
2. ↑  “喀什车务段概况”.  中国铁路总公司. 2017年7月22日閲覧。
3. ↑  疏勒火车站介绍